# Ешижамсуев, Данзан-Гаван
Данза́н-Гава́н Ешижамсу́ев (1770–1839) — бурятский религиозный деятель, 5-й Пандидо Хамбо-лама, глава буддистов Российской империи (1809—1839). Младший брат Хамбо-ламы Данзан-Дымчик Ешижамсуева и старший брат Хамбо-ламы Чойван Доржо Ешижамсуева.

## Биография
Став Хамбо-ламой в 1809 году, Данзан-Гаван Ешижамсуев ликвидировал двоевластие в буддистском духовенстве России, которое возникло при Хамбо-ламах Содномпиле Хэтэрхееве и Лубсан-Жимба Ахалдаеве.
При нём Гусиноозерский дацан становится официальной резиденцией буддистских иерархов. По его настоянию были записаны истории происхождения бурятских родов.
Разработал проект строительства 32 дацанов по числу родов у бурят. Согласно этому проекту были построены: 
- Аларский и Тункинский дацаны для прибайкальских бурят;
- Цэжинский — для баргузинских;
- Гэгэтуйский, Иройский, Янгажинский, Кударинский — для селенгинских родов;
- Кодунский, Эгитуйский, Чисанский, Хохюртайский, Ацагатский, Цолгинсий, Цугольский — для хоринских;
- Хужиратский, Тарбагатайский, Барисанский — для хамниганов;
- Олхунский, Зугалайский дацаны — для казаков-хамниганов;
- Агинский дацан — для агинских.

Хамбо-лама Данзан-Гаван Ешижамсуев, по свидетельству путешественника Матиаса Кастрена, за 12 тысяч голов скота купил буддистскую библиотеку из Тибета. 
Данзан-Гаван Ешижамсуев был признан хубилганом (перерожденцем) Жамсын гэгэна в 1830 году.

## Награды
- Орден Св. Александра Невского 2-й степени
- Золотая медаль Святого Андрея Первозванного на Анненской ленте